# Bezons
Bezons – miejscowość i gmina we Francji, w regionie Île-de-France, w departamencie Dolina Oise. Przez miejscowość przepływa Sekwana.
Według danych na rok 1990 gminę zamieszkiwało 25 680 osób, a gęstość zaludnienia wynosiła 6173 osób/km² (wśród 1287 gmin regionu Île-de-France Bezons plasuje się na 103. miejscu pod względem liczby ludności, natomiast pod względem powierzchni na miejscu 742.).